# Мечеть имама Хусейна (Баку)
Мечеть Имама Хусейна (азерб. İmam Hüseyn məscidi), ранее «мечеть Ашумова» — мечеть в Ясамальском районе города Баку, в Азербайджане. Расположена на пересечении улиц Абдулла Шаига и Сулеймана Тагизаде. Построена в 1896 году по проекту архитектора Адольфа Эйхлера.
Решением Кабинета Министров Азербайджанской Республики от 2 августа 2001 года №132 мечеть была включена в список недвижимых памятников истории и культуры местного значения.
После реставрации функционирует как мечеть.

## История мечети
Идея постройки мечети принадлежит бакинскому миллионеру Хаджи Хаджи-баба Ашумову. Именно он в 1895 году выбрал Эйхлера в качестве архитектора мечети, которую он желал построить на своём участке, в районе Чемберекенда, на высотах бакинского амфитеатра. В этом же году был составлен проект здания. В 1896 году мечеть была построена на углу улиц Верхней Нагорной (ныне — Абдуллы Шаига) и Почтовой (ныне — Сулеймана Тагизаде). С тех пор мечеть стала известна как мечеть Ашумова.
Согласно распоряжению Кабинета Министров Азербайджанской Республики об исторических и культурных памятниках Мечеть Имам Хусейна является «памятником истории и культуры местного значения».
После восстановления независимости Азербайджана решением Кабинета Министров Азербайджанской Республики от 2 августа 2001 года № 132 мечеть была включена в список недвижимых памятников истории и культуры местного значения. С 2010 года в мечети действует зарегистрированная государством религиозная община. В 2017 году в мечети начались капитальные ремонтно-реставрационные работы. На территории мечети также построен церемониальный зал на 130 человек. В 2018 году мечеть вновь открылась для богослужений.

## Архитектура
В плане мечеть является трёхнефной. В архитектуре же здания использованы местные традиции. Интерьер состоит из вестибюля и молельного зала, увенчанного куполом и имеющего два ряда колонн. Колонны завершают стрельчатые арки нефов, которые перекрываются выразительными сводами. В конце зала имеется декорированный михраб. Барабан купола развит оконными проёмами, через которые, по замыслу архитектора А. Эйхлера в мусульманский храм должен был проникать «священный свет бытия».
Архитектурные массы выявляют объёмно-пространственную структуру строения. Портал входа выполнен сталактитами, состоит из множества деталей и сочетается со стенами боковых крыльев северного фасада. Западный фасад мечети состоит из ряда пилонов и увенчан перлонами. Исследователи Ш. Фатуллаев и Л. Исмаилова сравнивают этот фасад с западным фасадом соборной мечети в Кордове.
Перед восточным фасадом молитвенного зала расположена большая галерея. Большие арочные входы ведут в галерею. На рубеже XIX и XX веков арочные галереи активно использовались на фасадах культовых сооружений Баку-Апшерона. Эта новая архитектурная композиция, наблюдаемая в творчестве бакинских архитекторов, сформировалась под влиянием тронного ряда Диванханы Дворцового комплекса Ширваншахов и окружающего его двора. Тот же метод использовали Кафар Измаилов в мечети Гасымбей, Зивер-бек Ахмедбеков в мечетях Тезепир и Аждарбек.
Архитектор Адольф Эйхлер в решении фасадной архитектуры здания использовал приемы и мотивы, примененные при строительстве знаменитой Кордовской мечети. Его вертикальные пилоны, дополнительные элементы и архитектурные детали послужили источником вдохновения для архитектора.